# Barbara Smith
Barbara Smith (Cleveland, Estados Unidos, 16 de diciembre de 1946) es una activista y escritora estadounidense, defensora de los derechos de la comunidad LGBT. Es una de las mayores exponentes afroamericanas del feminismo en Estados Unidos. A comienzos de los años setenta se desempeñaba como maestra, escritora y defensora de la corriente del feminismo negro. Ha enseñado en numerosos colegios y universidades por los últimos cinco años. Los ensayos y artículos de Smith han aparecido en gran cantidad de publicaciones de prestigio, incluyendo The New York Times, The Black Scholar, Ms., Gay Community News, The Guardian, The Village Voice, Conditions y The Nation. Barbara tiene una hermana gemela, Beverly Smith, que también es una activista lesbiana y escritora.
Fundó junto a Audre Lorde la editorial "Mujeres de Color", especializada en publicaciones escritas por mujeres negras. Su trabajo crítico y editorial en los años setenta y ochenta ha ayudado a mejorar la tradición literaria de las mujeres afroamericanas y a definir el feminismo negro.